# Stolin
Stolin (bělorusky a ukrajinsky Столін, rusky Столин) je město v Bělorusku, na řece Haryň. Je administrativním centrem Stolinského rajónu v Brestské oblasti. V roce 2011 mělo 12 315 obyvatel. Nachází se 245 km na východ od Brestu a 7 km od železniční stanice Haryň (linka Luniněc – Sarny). Je propojeno silniční komunikací s městy Pinsk a Davyd-Haradok. K roku 2013 měl bezmála třináct tisíc obyvatel.

## Název
Podle běloruského geografa Vadzima Žučkjeviče je typonymum „Столін“ odvozeno ze slovanského pojmenování „стольны, сталічны“ (tehdy se tak označovala hlavní nemovitost nebo hlavní osada toho nebo jiného feudála).
Existuje také několik starých legend, které se váží k původu názvu města. Jedna z nich říká, že kdysi dávno v tomto místě existovalo rozlehlé jezero, kde jedenkrát chytili 100 línů. Odtud pochází i jeho jméno – Stolin. Další vypráví, že na březích řeky Haryň bylo 7 vesnic, ve kterých kralovalo 12 bratrů. Jejich místo sdružování to jest „стол“, u kterého se bratři a zároveň princové setkávali, bylo na místě současného města, proto jméno Stolin.
Třetí pojednává o tom, že se dříve město nacházelo na levém břehu řeky Kapaněc, v blízkosti současné pekárny. V překladu ze starobylého indického jazyka toto slovo odkazuje na elevaci, hliněnou hráz. Podle některých výzkumníků město leží na strmém břehu řeky, z čehož může pocházet i název města.

## Poloha a doprava
Stolin leží v jádru historické oblasti Polesí na Horyni, přítoku Pripjati v povodí Dněpru. Od bělorusko-ukrajinské hranice je vzdálen jen přibližně patnáct kilometrů severně.
Silnice vedou ze Stolinu na severozápad do Pinsku, na severovýchod do Turova a na jih do Sarn.

## Dějiny
První zmínka o Stolinu je z roku 1555.

### Rodáci
- Izrael Perlov (1869–1921), rabín